# Звёздные врата: SG-1 (сезон 2)
Список и описание эпизодов второго сезона американского научно-фантастического телевизионного сериала «Звёздные врата: SG-1», стартовавшего 26 июня 1998 года. Второй сезон, состоящий из 22 эпизодов, заканчивается 12 марта 1999 года

## В главных ролях
- Ричард Дин Андерсон — полковник Джек О'Нилл
- Майкл Шенкс — доктор Дэниэл Джексон
- Аманда Таппинг — капитан Саманта Картер
- Кристофер Джадж — джаффа Тил'к
- Дон С. Дэвис — руководитель проекта генерал-майор Джордж Хаммонд

## Эпизоды
| № общий | № в сезоне | Название                                           | Дата премьеры    |
| --- | ---------- | -------------------------------------------------- | ---------------- |
| 23 | 1          | «В логове змеи» «The Serpent's Lair (Part 3)»      | 26 июня 1998     |
| На орбиту Земли вышли два корабля гоа’улдов. Опасаясь самого худшего, командование SGC эвакуирует через «Врата» самых важных людей земного общества. Тем временем, команда SG-1 пытается уничтожить флот противника, проникнув с помощью «Врат» на корабль, которым управляет сын Апофиса — Клорел. |            |                                                    |                  |
| 24 | 2          | «При исполнении» «In The Line Of Duty»             | 3 июля 1998      |
| Гоа’улдами было совершено нападение на маленькую деревню, расположенную на планете Насиа, в то время, когда там находилась команда SG-1. При спасении тяжело раненого, в тело Саманты Картер проник гоа’улд. Полковник О’Нилл, пытается договориться с ним, чтобы спасти жизнь женщины. |            |                                                    |                  |
| 25 | 3          | «Заключенные» «Prisoners»                          | 10 июля 1998     |
| При исследовании малозначительной на первый взгляд планеты, команда полковника О’Нилла встречает умоляющего о помощи человека. Но стоило им только дотронуться до него, как охраняющие эту планету существа признают их виновными в преступлении этого человека — убийстве, и приговаривают к пожизненному заключению в особом мире, где правит только грубая сила осуждённых.                                                                     |            |                                                    |                  |
| 26 | 4          | «Хранитель игры» «The Gamekeeper»                  | 17 июля 1998     |
| SG-1 довелось исследовать удивительно красивый мир, где среди цветов находился купол, содержащий странные устройства, в которых спали, находясь в анабиозе, люди. При попытке исследовать их, команда оказалась поймана странными механизмами этих машин. Очнувшись, они вынуждены были снова и снова проживать все самые страшные моменты своей жизни на радость Хранителю виртуального мира.                                                     |            |                                                    |                  |
| 27 | 5          | «Нужда» «Need»                                     | 24 июля 1998     |
| Во время исследования планеты, имеющей богатые залежи наквадаха, Дэниел заметил девушку, которая собиралась броситься с обрыва. В последний момент он, спасая её, обнаружил, что это — прекрасная принцесса Шайра, дочь правителя планеты. Однако, за спасение девушка отплатила отнюдь не благодарностью, разрешив джаффа воинам отправить SG-1 на рабскую работу в рудники. Раскрываются некоторые тайны саркофага.                              |            |                                                    |                  |
| 28 | 6          | «Колесница Тора» «Thor's Chariot»                  | 31 июля 1998     |
| Команда SG-1 возвращается на планету Киммерия, узнав о том, что она была атакована гоа’улдами. «Молот Тора» был единственной защитой от вторжения гоа’улдов и был уничтожен в прошлое посещение планеты командой. |            |                                                    |                  |
| 29 | 7          | «Письмо в бутылке» «Message In A Bottle»           | 7 августа 1998   |
| При исследовании мёртвой планеты, SG-1 обнаруживает шар, испускающий электромагнитные импульсы. Поскольку шар мог потенциально нести в себе полезную информацию и мог быть источником энергии, они приносят его на Землю для дальнейшего изучения, но вскоре обнаруживают свою ошибку. |            |                                                    |                  |
| 30 | 8          | «Семья» «Family»                                   | 14 августа 1998  |
| Бра’так, наставник Тил'ка, прибыл на базу с шокирующими новостями: Апофису удалось выжить после взрыва корабля. Гоа’улд объявился на Чулаке и похитил сына Тил'ка. SG-1 бросились за ним вдогонку, чтобы уберечь мальчика от влияния Апофиса. В ходе поисков Тил'к получил известие о своей жене. |            |                                                    |                  |
| 31 | 9          | «Тайны» «Secrets»                                  | 21 августа 1998  |
| Полковник О’Нилл и капитан Саманта Картер приглашены в Вашингтон для вручения наград. Тем временем, несмотря на то, что Дэниел не выполнил обещания, данного отцу Ша’ре, он решает возвратиться на Абидос. Однако к своему удивлению он узнаёт, что его жена уже около полугода живёт там, ожидая появления на свет ребёнка от Апофиса. |            |                                                    |                  |
| 32 | 10         | «Яд» «Bane»                                        | 25 сентября 1998 |
| При исследовании планеты BP6-3Q1 Тил'к был ужален огромным насекомым. Яд насекомого начал трансформировать ДНК Тил'ка в свою собственную. Во время транспортировки Тил'ка в специальную лабораторию для исследования этой болезни, произошёл несчастный случай, который помог Тил'ку сбежать. Команда SG-1 должна найти своего друга, пока не стало слишком поздно.                                                                                |            |                                                    |                  |
| 33 | 11         | «Ток-Ра (первая часть)» «The Tok'ra (Part 1)»      | 2 октября 1998   |
| Саманту Картер начинают мучить видения. Она видит сны Джолинар — ток'ра, которая находилась в её теле. Она была мятежницей, которая сопротивлялась власти лордов системы. SG-1 отправляется на задание, в то время как отец Картер умирает от рака. |            |                                                    |                  |
| 34 | 12         | «Ток-Ра (вторая часть)» «The Tok'ra (Part 2)»      | 9 октября 1998   |
| Ток'ра отклонили предложение SG-1 вступить с землянами в союз против гоа’улдов, пояснив, что, во-первых, землянам нечего предложить взамен. И, во-вторых, для союза нужно доверие, а о каком доверии и взаимопомощи может идти речь, когда никто из людей не согласился стать носителем ток'ра Селмака. |            |                                                    |                  |
| 35 | 13         | «Духи» «Spirits»                                   | 23 октября 1998  |
| Команда SG-11, была занята на планете PXY-887 добычей сверхлёгкого и прочного металла триниума. По непонятным причинам эта команда не вышла на связь в установленное время, а во время приёма сигнала в SGC из «Врат» вылетела стрела, которая, пробила бронестекло и попала в предплечье полковника. Командование в этой миссии перешло на капитана Картер. SG-1 отправляется на задание для того, чтобы разобраться с судьбой пропавшей команды. |            |                                                    |                  |
| 36 | 14         | «Пробный камень» «Touchstone»                      | 30 октября 1998  |
| Группа людей, замаскировавшись под отряд SG-1, украла на планете Мадрона «Пробный камень», который управляет климатом планеты. Без «Пробного камня» погода стала ухудшаться, над жителями планеты нависла смертельная угроза. Местный первосвященник Рохам обвинил в краже отряд SG-1. |            |                                                    |                  |
| 37 | 15         | «Пятая раса» «The Fifth Race»                      | 22 января 1999   |
| Дэниел предлагает заняться более подробным исследованием планеты, где на полу были обнаружены неизвестные ему письмена. В изначально глухой комнате вдруг появилось странное устройство. Когда полковник заглянул в него, то был им схвачен. По возвращении, он начал вставлять в свою речь слова из инородного языка, будучи не в состоянии объяснить их смысл.                                                                                   |            |                                                    |                  |
| 38 | 16         | «Значение времени» «A Matter Of Time»              | 29 января 1999   |
| Планета P3X-451 попадает под влияние чёрной дыры, в то время как там находилась команда SG-10. При попытке спасти их, были открыты «Врата». Однако тем самым они были вовлечены в гравитационное поле дыры. При попытке отключения энергии «Врат», Тил'к получил сильные ожоги, и это ничего не дало. |            |                                                    |                  |
| 39 | 17         | «Отпуск» «Holiday»                                 | 5 февраля 1999   |
| SG-1 пали жертвой изобретения Ма’челло, давнего врага гоа’улдов. Ма’челло заверил SG-1, что обладает оружием против гоа’улдов, и с помощью хитрого устройства обманом забрал тело Дэниела. Сознание Ма’челло переселилось в тело молодого археолога, а сознание Дэниела оказалось в теле умирающего старика. |            |                                                    |                  |
| 40 | 18         | «Песнь змея» «Serpent's Song»                      | 12 февраля 1999  |
| Команда SG-1 получает сигнал от ток'ра с назначением встречи. Однако вместо повстанцев недалеко от «Врат» падает подбитый глайдер, в котором они обнаруживают своего заклятого врага — Апофиса. Раненый лорд умоляет своих бывших противников о помощи. Он предлагает все знания свой расы в обмен на нового носителя. |            |                                                    |                  |
| 41 | 19         | «Один неверный шаг» «One False Step»               | 19 февраля 1999  |
| Во время обычной разведывательной миссии разбился планер, врезавшись в растение, напоминающее длинные белые грибы. SG-1 отправились на поиски планера и столкнулись с примитивными существами, которые после прибытия SG-1 внезапно заболели. Вскоре чума охватила всю расу. |            |                                                    |                  |
| 42 | 20         | «Покажи и расскажи» «Show And Tell»                | 26 февраля 1999  |
| Через «Врата» в комплекс проходит десятилетний мальчик. Он рассказывает, что его мать принадлежит к расе Риту, чья планета была уничтожена лордами системы, и теперь фракция террористов Риту решила победить гоа’улдов, уничтожая всех потенциальных носителей — людей. |            |                                                    |                  |
| 43 | 21         | «1969» «1969»                                      | 5 марта 1999     |
| Солнечная вспышка изменила пространственный туннель и перебросила SG-1 в 1969 год. Они приземлились на секретный военный объект. Во время переезда на место дальнейшего допроса, молодой лейтенант Хаммонд помог им сбежать. Чтобы попасть домой, ребята должны добраться до «Звёздных Врат» к следующей солнечной вспышке. |            |                                                    |                  |
| 44 | 22         | «Вне разума (первая часть)» «Out Of Mind (Part 1)» | 12 марта 1999    |
| Джек проснулся в криогенном контейнере земной базы «Звёздных Врат». Доктора́ уверили, что он был в заморозке 79 лет, а его друзья Дэниел, Саманта и Тил'к погибли много лет назад. Расстроенный Джек отправился на экскурсию по базе, не подозревая, что Дэниел и Саманта совсем близко. |            |                                                    |                  |

## Награды
- Эпизод «Отпуск» (англ. Holiday) номинирован на премию Джемини в категории «Best Achievement in Make-Up».[1]